# Dániel görög apokalipszise
A Dániel görög apokalipszise egy keresztény pszeudoepigrafikus szöveg, amelyet a bibliai Dánielnek tulajdonítanak, és így a héber Bibliához (Ószövetséghez) kapcsolják. Mindazonáltal egyetlen zsidó vagy keresztény csoport sem tekinti ezt a szöveget kanonikusnak vagy éppenséggel mérvadó szentírásnak. A kanonikus Dániel könyvében sok apokaliptikus kép található, és ez az apokaliptikus stílusú szöveg hasonló témával foglalkozik, leírva Dániel egy sajátos látomását az Antikrisztus megjelenésével és tevékenységével kapcsolatban az ítélet napja előtt.
A szöveg az időszámításunk előtti kilencedik századra datálható, és három görög kéziratban is megvan, amelyek a Kr. u. XV. századra datálhatók. A tizenkilencedik század végén fedezték fel újra és adták ki. Nem szabad összetéveszteni számos más középkori művel, amelyet Dánielnek vagy Metódnak tulajdonítanak, mint például a hetedik századi Dániel szír apokalipsziséval, a 12. századi Dániel héber apokalipszisével vagy az ál-metódi apokalipszissel.
Dániel apokalipszise görögül íródott a Bizánci Birodalomban a Kr. u. IX. század első éveiről. Egyes elemek eredeti dátuma évszázadokkal korábbi lehet, mint a dokumentum egésze.
Ez a szöveg két részre osztható. Az első (1–7. fejezet) jóslat (vaticinium ex eventu) formájában meséli el a nyolcadik századi bizánci–arab háborút és Nagy Károly trónra lépését. A fennmaradó fejezetek (8–14.) az Antikrisztus eredetét és személyes jellemzőit írják le.

## Fordítás
Ez a szócikk részben vagy egészben  a   Greek Apocalypse of Daniel című angol Wikipédia-szócikk fordításán alapul.  Az eredeti cikk szerkesztőit annak laptörténete sorolja fel. Ez a jelzés csupán a megfogalmazás eredetét és a szerzői jogokat jelzi, nem szolgál a cikkben szereplő információk forrásmegjelöléseként.